# گزا ایمره
گِزا ایمره (مجاری: Imre Géza؛ زادهٔ ۲۳ دسامبر ۱۹۷۴) یک شمشیرباز اهل مجارستان است که در رشتهٔ اپه فعالیت می‌کند. از افتخارات او می‌توان کسب دو مدال نقره و دو مدال برنز در مسابقات شمشیربازی المپیک را نام برد.
همسر او، بئاتریکس کوکنی بازیکن هندبال است.

## فعالیت حرفه‌ای
ایمره نخستین مدال جهانی خود را در مسابقات انفرادی اپه در المپیک ‍۱۹۹۶ آتلانتا به دست آورد. پس از آن، از سال ۱۹۹۸ تا ۲۰۱۳ سه مدال طلا، دو نقره و چهار برنز مسابقات جهانی و مدال نقرهٔ المپیک ۲۰۰۴ را در اپهٔ تیمی به گردن آویخت. ایمره در مسابقات جهانی ۲۰۱۵ برای نخستین بار در اپهٔ انفرادی قهرمان جهان شد و در المپیک ۲۰۱۶ نیز مدال نقرهٔ انفرادی و برنز تیمی را کسب کرد.